# ريم الحمروني
ريم الحمروني (? - 19 فبراير 2023) ممثلة وإعلامية تونسية. حازت عدة جوائز عن أعمالها المسرحية والسينمائية منها: جائزة احسن ممثلة صاعدة عن دورها في مسرحية النهاية لعز الدين قنون.

## سيرة
تخرجت ريم في المعهد العالي للفنون المسرحي، وبدأت مسيرتها الإبداعية على يد المرحوم عز الدين قنون، حيث شاركت في العديد من أعماله مثل: “رهائن” و”غيلان”، بالإضافة إلى “الشقف” و”ربع وقت” لسيرين قنون و“نوار الملح”. السلط ” للبحري الرحالي وأعمال مسرحية أخرى.
كما كان لريم عدد من الأعمال السينمائية، مثل: “صندوق عجب” لرضا الباهي و”تالة مون أمور” لمهدي الهميلي و”فترية” لوليد الطايع والكثير.
أما عن الشاشة الصغيرة، فقد ظهرت في مسلسل “طوق” للراحل شوقي الماجري و”الحرقة” للسعد الوسلاتي وسيتكوم “الحجامة” و”الخياطة” لزياد ليتيم.

## فيلموغرافيا

### الأفلام
- 2002 : صندوق عجب لرضا الباهي.
- 2009 : 9 أبريل 1938، التدافع (فيلم قصير) مع سندس بلحسن وسوسن معالج.
- 2016 : تالة مون آمور لمهدي هميلي مع نجلاء بن عبد الله.
- 2019 : فترية، القمة العربية لوليد الطايع ونادر كروت.
- 2019 : أريكة في تونس لمنال العبيدي بدور مريم.
- 2021 : دبوس الغول (فيلم قصير) لفارس نعناع وعلي الدوعاجي.

### المسلسلات
- 2011 : توق لشوقي الماجري وفادي الحكيم وبدر بن عبد المحسن آل سعود وعدنان العودة.
- 2017 : الحجامة (سيتكوم) لزياد اليتيم وعمر التوتي مع وجيهة الجندوبي وآمنة بن رجب وسماح السنكري بدور سعيدة.
- 2018 : شورب (الجزء الأول) لربيع التكالي وخالد البرصاوي ورياض النفوسي ويسري بوعصيدة.
- 2020 : ولاد البحر لزياد الأمين وعايشة مكاوي وخليل مكاوي بدور كنّو / شلبة.
- 2020 : الخياطة (سيتكوم) لزياد اليتيم بدور سعيدة.
- 2021 : زنقة الريح لعبد السلام رزق ونادر كروت وعبد الرحمان حقيق بدور فجرة.
- 2021 : حرقة (الجزء الأول) لالأسعد الوسلاتي وجودة الماجري وهشام العكرمي ورحمة جلال العمدوني وعماد الدين الحكيم بدور صبيحة، جارة نعمة.

### المسرحيات
- 2016 : الشقف لسيرين قنون مع بحري الرحالي.
- 2021 : ربع وقت لسيرين قنون مع شاكرة رماح وسهير بن عمارة وأميمة المحرزي.